# فرمول ۱: راندن برای بقا
فرمول ۱: راندن برای بقا یک مجموعه مستند تلویزیونی است که با همکاری نتفلیکس و فرمول یک تولید شده است تا نگاهی از پشت صحنه به رانندگان و مسابقات قهرمانی جهان فرمول یک داشته باشد.  این سریال از سال ۲۰۱۹ هر سال یک فصل را پخش کرده است و در مجموع شش فصل منتشر شده است که آخرین فصل آن در ۲۳ فوریه ۲۰۲۴ پخش شد.

## تولید
در ۲۴ مارس ۲۰۱۸، فرمول یک اعلام کرد که نتفلیکس یک سریال، مستند ده قسمتی را سفارش داده است که پشت صحنه مسابقات قهرمانی جهانی فرمول یک ۲۰۱۸ را به طور انحصاری نمایش می دهد.

در ۲۴ ژوئیه ۲۰۱۹، فرمول یک اعلام کرد که فصل دوم در سال ۲۰۲۰ پخش خواهد شد که مسابقات قهرمانی جهانی فرمول یک ۲۰۱۹ را پوشش می دهد و هر ۱۰ تیم در آن حاضر هستند.

## بازیگران

### رانندگان
- دنیل ریکاردو
- لوئیس همیلتون
- پیر گاسلی
- ماکس فرستاپن
- سرجیو پرز
- کارلوس ساینز
- چارلز لکلرک
- سباستین فتل
- کوین مگنوسن
- لانس استرول
- کیمی رایکونن
- والتری بوتاس
- لاندو نوریس
- جورج راسل
- استابان اوکون
- الکساندر آلبون
- رومن گروژان
- نیکو هولکنبرگ
- دانیل کویات
- آنتونیو جوویناتزی
- فرناندو آلونسو
- مارکوس اریکسون
- اشتوفل واندورن
- رابرت کوبیکا
- یوکی سونودا
- میک شوماخر
- نیک د وریس
- گوانیو ژو
- اسکار پیاستری
- نیکیتا مازپین
- نیکلاس لطیفی

### شخصیت ها
- کریستین هورنر
- گونتر اشتاینر
- سیریل ابیتبول
- زک براون
- اریک بولیه
- ویجی مالیا
- توتو ولف
- ماتیا بینوتو
- کلر ویلیامز
- اوتمار سافناوئر
- لاورنس استرول
- جوست کاپیتو
- فرانتس توست
- لوران روسی
- سوزی ولف
- استفانو دومنیکالی
- مایکل مسی
- فردریک واسور
- پیتر بایر
- جیمز وولز

### خبرنگاران/منتقدان
- ویل بوکستون
- کریس مدلند
- جنی گو
- دانیکا پاتریک

## اسپین آف ها
در سال ۲۰۲۰، مجموعه‌ای شبیه به «راندن برای بقا» بر اساس مسابقات قهرمانی فرمول ۲، ۲۰۱۹، به نام «تعقیب رویا» در وبسایت فرمول یک منتشر شد.

فصل دوم و سوم بعدی نیز ساخته و پخش شد که هر کدام مسابقات قهرمانی فرمول ۲ ۲۰۲۰ و ۲۰۲۱ را پوشش می‌دادند..

فصل چهارم و پنجم، بر اساس مسابقات قهرمانی فرمول ۲سال ۲۰۲۲ و ۲۰۲۳ در وبسایت فرمول یک و همچنین به صورت رایگان در یوتیوب پخش شد. 

سایر ورزش‌های موتوراسپورت از فرمول ئی، نسکار و ایندی‌کار که همگی فیلم‌های مستند مربوط به خود را به ساخته و به نمایش گذاشتند.

## فهرست قسمت ها
| فصل | قسمت‌ها | قسمت‌ها | تاریخ اصلی پخش | تاریخ اصلی پخش |
| --- | ------ | ------ | -------------- | -------------- |
| ۱   | ۱۰     | ۱۰     | ۸ مارس ۲۰۱۹    | ۸ مارس ۲۰۱۹    |
| ۲   | ۱۰     | ۱۰     | ۲۸ فوریه ۲۰۲۰  | ۲۸ فوریه ۲۰۲۰  |
| ۳   | ۱۰     | ۱۰     | ۱۹ مارس ۲۰۲۱   | ۱۹ مارس ۲۰۲۱   |
| ۴   | ۱۰     | ۱۰     | ۱۱ مارس ۲۰۲۲   | ۱۱ مارس ۲۰۲۲   |
| ۵   | ۱۰     | ۱۰     | ۲۴ فوریه ۲۰۲۳  | ۲۴ فوریه ۲۰۲۳  |
| ۶   | ۱۰     | ۱۰     | ۲۳ فوریه ۲۰۲۴  | ۲۳ فوریه ۲۰۲۴  |